# Chương trình Vostok
Chương trình Vostok (tiếng Nga: Восто́к, IPA: [vɐˈstok], Phương Đông) là chương trình bay vào vũ trụ có người lái của Liên Xô. Đây là chương trình vũ trụ cạnh tranh với chương trình Mercury của Mỹ. Với chương trình này, Liên Xô đã đưa thành công phi hành gia đầu tiên vào không gian – Yuri Gagarin, bằng tàu vũ trụ Vostok 1 ngày 12 tháng 4 năm 1961. Tàu Vostok được phát triển từ dự án vệ tinh gián điệp Zenit, trong khi tên lửa đẩy dùng để phóng tàu vũ trụ là tên lửa dựa trên thiết kế ICBM R-7 Semyorka. Tên chương trình – "Vostok" – không được tiết lộ cho đến khi chuyến bay của Gagarin thành công và được biết đến rộng rãi trên khắp thế giới.
Tổng cộng đã có sáu phi hành đoàn tham gia chương trình từ năm 1961 đến năm 1963. Chuyến bay dài nhất diễn ra trong vòng năm ngày, và 4 lần phóng tàu vũ trụ cuối cùng trong chương trình Vostok được thực hiện theo cặp, diễn ra cách nhau chỉ một ngày. So với chương trình Mercury, chuyến bay dài nhất chỉ hơn 34 giờ và các nhiệm vụ đơn lẻ.
Vostok được tiếp nối bởi 2 chuyến bay có người lái trong chương trình Voskhod diễn ra vào năm 1964 và 1965, trong đó phi hành đoàn gồm 3 người và 2 người – được sửa đổi trực tiếp từ tàu Vostok và sử dụng tên lửa đẩy mạnh hơn.

## Bối cảnh
Vệ tinh nhân tạo đầu tiên của loài người, Sputnik 1, được Liên Xô đưa lên quỹ đạo vào năm 1957. Bước nhảy vọt tiếp theo của cuộc khám phá vũ trụ chính là việc đưa người đầu tiên vào không gian. Cả Mỹ và Liên Xô đều mong muốn mình là người đầu tiên thực hiện được điều này.

## Tuyển chọn và huấn luyện phi hành gia
| Cấp bậc                                                                                    | Phi hành gia        | Độ tuổi* |
| ------------------------------------------------------------------------------------------ | ------------------- | -------- |
| Thượng úy                                                                                  | Ivan Anikeyev       | 27       |
| Thiếu tá                                                                                   | Pavel Belyayev      | 34       |
| Thượng úy                                                                                  | Valentin Bondarenko | 23       |
| Thượng úy                                                                                  | Valery Bykovsky     | 25       |
| Thượng úy                                                                                  | Valentin Filatyev   | 30       |
| Thượng úy                                                                                  | Yuri Gagarin        | 25       |
| Thượng úy                                                                                  | Viktor Gorbatko     | 25       |
| Đội trưởng                                                                                 | Anatoli Kartashov   | 27       |
| Thượng úy                                                                                  | Yevgeny Khrunov     | 26       |
| Kỹ sư bay                                                                                  | Vladimir Komarov    | 32       |
| Trung úy                                                                                   | Alexei Leonov       | 25       |
| Thượng úy                                                                                  | Grigori Nelyubov    | 25       |
| Thượng úy                                                                                  | Andrian Nikolayev   | 30       |
| Đội trưởng                                                                                 | Pavel Popovich      | 29       |
| Thượng úy                                                                                  | Mars Rafikov        | 26       |
| Thượng úy                                                                                  | Georgi Shonin       | 24       |
| Thượng úy                                                                                  | Gherman Titov       | 24       |
| Thượng úy                                                                                  | Valentin Varlamov   | 25       |
| Thượng úy                                                                                  | Boris Volynov       | 25       |
| Thượng úy                                                                                  | Dmitri Zaikin       | 27       |
| * Tại thời điểm được tuyển chọn vào chương trình; Những phi hành gia đã bay vào không gian |                     |          |

Tính đến tháng 1 năm 1959, Liên Xô đã bắt đầu công tác chuẩn bị cho chuyến bay vũ trụ có người lái. Các bác sĩ thuộc Không quân Liên Xô nhấn mạnh rằng các ứng cử viên du hành vũ trụ tiềm năng phải được tuyển chọn từ các phi công Không quân hội tụ đủ tiêu chuẩn, họ phải có khả năng chịu được gia tốc g cao hơn bình thường, cũng như kinh nghiệm đối với ghế phóng thoát hiểm; trong khi người Mỹ lựa chọn ra bảy phi hành gia có kinh nghiệm hàng không, hay còn gọi là nhóm Mercury Seven. Các ứng cử viên phải thông minh, bình tĩnh trong mọi tình huống và có thể chất tốt.
Tổng công trình sư của chương trình vũ trụ Liên Xô khi đó, Sergei Korolev, đặt ra yêu cầu tuyển chọn các phi hành gia là họ phải là đàn ông, độ tuổi từ 25 đến 30, không cao hơn 1 mét 75 và không nặng quá 72 kg. Các yêu cầu đặt ra trong tuyển chọn các nhà du hành vũ trụ được phê duyệt vào tháng 6 năm 1959. Đến tháng 9, người ta bắt đầu phỏng vấn các nhà du hành vũ trụ tiềm năng. Mặc dù họ không được thông báo rằng mình có được chọn để bay vào vũ trụ hay không, nhưng một trong những bác sĩ phụ trách quá trình tuyển chọn tin rằng một số phi hành gia có thể suy luận ra điều này. Chỉ hơn 200 ứng viên vượt qua được quá trình phỏng vấn và đến tháng 10, họ tiếp tục trải qua một loạt các bài kiểm tra thể chất khắt khe, kiểm tra trong buồng giảm áp và kiểm tra bằng máy ly tâm tại trung tâm huấn luyện phi hành gia. Đến cuối năm 1959, đã có 20 phi hành gia được tuyển chọn. Trong số 20 phi hành gia này, năm người có độ tuổi vượt ngoài quy định, do đó về sau giới hạn về độ tuổi đã được nới lỏng. Không giống như nhóm các phi hành gia của Mỹ, nhóm này đặc biệt không bao gồm các phi công có kinh nghiệm; Belyayev là người có nhiều kinh nghiệm nhất với 900 giờ bay. Các tàu vũ trụ của Liên Xô được tự động hóa nhiều hơn các tàu vũ trụ của Mỹ, do đó, kinh nghiệm lái tàu vũ trụ là không cần thiết.
Ngày 11 tháng 1 năm 1960, Nguyên soái Không quân Konstantin Vershinin phê duyệt kế hoạch thành lập trung tâm huấn luyện phi hành gia, với nhiệm vụ huấn luyện cho các phi hành gia trước khi bay vào vũ trụ; ban đầu cơ sở có khoảng 250 nhân viên. Vershinin đã giao nhiệm vụ cho phi công nổi tiếng Nikolai Kamanin giám sát các hoạt động tại trung tâm. Đến tháng 3, hầu hết các phi hành gia đã tập trung tại cơ sở đào tạo; Vershinin đã có một bài phát biểu chào mừng vào ngày 7 tháng 3 và những người có mặt đã chính thức được giới thiệu vào nhóm du hành vũ trụ. Các phi hành gia đã được bắt đầu theo chế độ tập thể dục hàng ngày và được dạy các lớp học về các chủ đề như hệ thống tên lửa không gian, điều hướng, địa vật lý và thiên văn học.
Do những hạn chế về không gian của cơ sở huấn luyện, kể từ ngày 29 tháng 6 năm 1960, các phi hành gia và nhân viên đã được chuyển đến một cơ sở mới ở thành phố Ngôi sao (sau đó được gọi là Zelenyy), đây cũng là nơi đào tạo phi hành gia của Nga trong suốt hơn 60 năm.

### Vanguard Six
Tại Học viện nghiên cứu bay Gromov, người ta đã chế tạo một mô hình tàu vũ trụ mô phỏng: TDK-1. Do sự kém hiệu quả của việc đào tạo tất cả 20 phi hành gia trong mô phỏng, người ta quyết định chọn ra sáu phi hành gia để trải qua khóa đào tạo cấp tốc. Nhóm 6 phi hành gia được quyết định vào ngày 30 tháng 5 năm 1960, và ban đầu bao gồm Gagarin, Kartashov, Nikolayev, Popovich, Titov và Varlamov.
Tháng 7, sau khi được chuyển về thành phố Ngôi sao, hai trong số sáu người này đã được thay thế do lý do sức khỏe. Đầu tiên, trong một thử nghiệm quay ly tâm 8 g, Kartashov đã bị một số tổn thương bên trong, gây xuất huyết nhẹ trên lưng. Mặc dù Gagarin yêu cầu giữ Kartashov lại nhưng bác sĩ đã quyết định loại anh ra khỏi nhóm. Sau đó, Varlamov gặp một tai nạn trong bể bơi, trong khi đang lặn trong hồ gần trung tâm huấn luyện, Varmalov đã bị va đầu vào đáy bể làm lệch đốt sống cổ. Do đó đến cuối tháng bảy, nhóm Vanguard Six bao gồm những thành viên: Gagarin, Bykovskiy, Nelyubov, Nikolayev, Popovich, và Titov.
Đến tháng 1 năm 1961, sáu người này đều đã hoàn thành khóa huấn luyện nhảy dù và phục hồi, cũng như huấn luyện mô phỏng trong ba ngày. Ngày 17 tháng 1, sáu phi hành gia trải qua bài kiểm tra cuối cùng, bao gồm thực hiện huấn luyện mô phỏng và một bài kiểm tra viết. Dựa trên những kết quả thu được, một ủy ban do Kamanin giám sát đã đưa ra trình tự ưu tiên cho các phi hành gia trong chuyến bay vào vũ trụ như sau: Gagarin, Titov, Nelyubov, Nikolayev, Bykovskiy, Popovich. Ở giai đoạn này, Gagarin rõ ràng là người được phù hợp nhất để trở thành người đầu tiên bay vào vũ trụ, không chỉ dựa trên các bài kiểm tra mà còn trong số các đánh giá không chính thức của đồng nghiệp.

## Sứ mệnh
Chuyến bay đầu tiên vào vũ trụ, Vostok 1, được thực hiện vào tháng 4 năm 1961, được thực hiện sau khi tiến hành các vụ phóng tàu thử nghiệm. Vào giữa năm 1960, Liên Xô biết được rằng Hoa Kỳ có khả năng phóng tàu vũ trụ dưới quỹ đạo sớm nhất là vào tháng 1 năm 1961. Korolev cho đây là một mốc thời gian quan trọng, ông đặt ra mục tiêu phải thực hiện phóng tàu có người lái trước người Mỹ. Tháng 4 năm 1960, các kỹ sư tại viện thiết kế OKB-1 của Sergei Korolev' đã hoàn thành bản vẽ thiết kế tàu Vostok 1K. Thiết kế này sẽ sử dụng để thử nghiệm, ngoài ra viện còn thiết kế Vostok 2K, một vệ tinh gián điệp sau này được biết đến với cái tên Zenit 2, và Vostok 3K, chính là thiết kế tàu được sử dụng để đưa các phi hành gia vào vũ trụ.
Dù lãnh thổ Liên Xô rất rộng lớn, nhưng việc giám sát các chuyến bay trên quỹ đạo chỉ từ các trạm quan sát trong phạm vi lãnh thổ Liên Xô là chưa đủ. Để khắc phục điều này, Liên Xô đã sử dụng bảy tàu mang theo radar để giám sát, liên lạc với các tàu vũ trụ. Đối với mỗi trạm mặt đất hoặc tàu theo dõi, thời lượng liên lạc với tàu vũ trụ quay quanh quỹ đạo được giới hạn trong khoảng từ năm đến mười phút.

### Korabl-Sputnik 1
Đây là tàu vũ trụ Vostok đầu tiên là một tàu được chế tạo với mục đích bay thử nghiệm và không được thiết kế để thu hồi lại sau khi hạ cánh; phiên bản tàu Vostok này còn được gọi là Vostok 1KP (hoặc 1P). Theo như gợi ý của Korolev, các phương tiện truyền thông gọi nó là Korabl-Sputnik, ("tàu vũ trụ vệ tinh"); cái tên Vostok thay vào đó đã được giữ bí mật và không công bố với truyền thông. Tàu vũ trụ Vostok 1P đã được đưa lên quỹ đạo thành công vào ngày 15 tháng 5 năm 1960. Do sự cố hệ thống, khi tàu vũ trụ đang thực hiện quỹ đạo thứ 64 của mình, các động cơ đẩy đã kích hoạt và đẩy nó lên quỹ đạo thậm chí còn cao hơn. Tàu Vostok 1P quay trở lại bầu khí quyển vài năm sau đó, hạ cánh xuống khu vực Manitowoc, Wisconsin.

### Vostok 1K
Sáu lần phóng tàu Vostok tiếp theo sử dụng thiết kế Vostok 1K, được trang bị các phương tiện hỗ trợ sự sống và được lên kế hoạch thu hồi sau khi hạ cánh. Tàu vũ trụ đầu tiên được phóng vào ngày 28 tháng 7 năm 1960 mang theo hai chú chó tên là Chayka và Lisichka. Một vụ nổ đã phá hủy tàu vũ trụ ngay sau khi phóng, giết chết cả hai chú chó và nhiệm vụ không được đặt tên. Nhiệm vụ tiếp theo, được chỉ định là Korabl-Sputnik 2, phóng lên quỹ đạo vào ngày 19 tháng 8 năm 1960, mang theo hai chú chó Belka và Strelka, cũng như nhiều mẫu vật sinh học khác như chuột, côn trùng và các dải da người. Sứ mệnh đã thành công, đánh dấu Belka và Strelka trở thành các chú chó đầu tiên bay vào vũ trụ và sống sót. Đây mới chỉ là lần thứ hai con người phóng một vật thể nhân tạo vào không gian sau đó hạ cánh và được thu hồi lại, trước đó, người Mỹ cũng đã phóng vệ tinh gián điệp Discoverer 13 và thu hồi lại khoang chứa ảnh chụp gián điệp cách đó chỉ một tuần. Trong suốt chiều dài sứ mệnh, đã có những lo ngại về vấn đề sức khỏe của hai chú chó Belka và Strelka, sau khi cảnh Belka bị nôn thu được từ camera trên tàu. Sau 26 h trên quỹ đạo, tàu vũ trụ đã hạ cánh và hai chú chó đã được đưa ra khỏi khoang tàu, các cuộc kiểm tra sinh lý cũng cho thấy hai chú chó hoàn toàn khỏe mạnh. Đây là một thành công đáng kể cho chương trình Vostok.
Sự thành công của Korabl-Sputnik 2 đã mang đến niềm tin cho các nhà thiết kế trên con đường đưa con người vào vũ trụ. Một tài liệu liên quan đến chương trình Vostok, ngày 10 tháng 9 năm 1960, và được giải mật vào năm 1991, đã được gửi đến Ủy ban Trung ương Đảng Cộng sản, và được Thủ tướng Nikita Khrushchev chấp thuận. Tài liệu này đã được thông qua bởi những người đứng đầu trong Bộ quốc phòng Liên Xô thời điểm đó, nhất là Phó Chủ tịch Dmitriy Ustinov; điều này cho thấy độ quan trọng của tài liệu. Theo đó Liên Xô có kế hoạch thực hiện thêm một hoặc hai lần phóng tàu Vostok 1K, sau đó là thực hiện hai lần phóng tàu Vostok 3K không người lái, tiếp đến mới thực hiện chuyến bay có người lái vào tháng 12 năm 1960.
Ngày 24 tháng 10, một vụ nổ tên lửa R-16 đã giết chết hơn 100 người, bao gồm cả Nguyên soái Pháo binh Mitrofan Nedelin, vụ việc còn được biết đến với cái tên thảm họa Nedelin. Vụ việc này đã giáng mạnh vào chương trình vũ trụ của Liên Xô khi đó. Mặc dù tên lửa R-16 không được thiết kế bởi Korolev, và nó cũng không phải tên lửa sẽ sử dụng trong chương trình Vostok; tên lửa R-16 được thiết kế bởi Mikhail Yangel, và dự kiến đây sẽ là thế hệ tên lửa liên lục địa mới của Liên Xô. Chương trình Vostol đã bị trì hoãn trong vòng hai tuần, và những người đứng đầu chương trình nhận ra rằng mục tiêu đặt ra vào tháng 12 là không thực tế.
Ngày 1 tháng 12 năm 1960, tàu vũ trụ Vostok 1K-3, (Korabl-Sputnik 3 theo báo chí), được phóng lên quỹ đạo cùng với hai chú chó Pchyolka và Mushka. Sau khoảng 24 giờ, các động cơ dự kiến được kích hoạt, nhưng chúng được kích hoạt trong thời gian ngắn hơn dự kiến. Điều này có nghĩa là tàu vũ trụ sẽ đi vào bầu khí quyển, nhưng không đi qua lãnh thổ Liên Xô. Vì lý do này, hệ thống tự hủy đã được kích hoạt, phi thuyền bị phá hủy cùng với hai chú chó trên khoang. Vào thời điểm đó, báo chí đưa tin do độ cao quỹ đạo khi hồi quyển không đúng nên con tàu đã bị phá hủy khi hồi quyển.
Tàu vũ trụ Vostok 1K-4 được phóng vào ngày 22 tháng 12 năm 1960, tàu mang theo hai chú chó Kometa và Shutka. Tầng đẩy thứ ba của hệ thống phóng bị trục trặc, và hệ thống thoát hiểm khẩn cấp đã được kích hoạt. Tàu vũ trụ hạ cánh cách bãi phóng 3.500 km. Chiến dịch giải cứu kéo dài vài ngày, trong điều kiện -40 °C. Cả hai chú chó đều được tìm thấy và còn sống, tàu vũ trụ đã được đưa trở lại Moscow vài tuần sau đó. Bất chấp việc Korolev muốn thông báo sự thất bại này với báo chí, Ủy ban Nhà nước đã phủ quyết ý kiến của ông.

### Vostok 3KA
2 sứ mệnh không người lái ngay sau đó được tiếp nối bởi sứ mệnh có người lái, với cùng thiết kế tàu vũ trụ, được đặt tên theo thiết kế là Vostok 3KA (hay 3A). Sự khác biệt duy nhất là trên tàu chỉ có một chú chó duy nhất, áo bảo hộ sẽ được gắn chặt vào ghế phóng chính, và khác với tàu có người lái, nó có cơ cấu tự hủy. Những thất bại trong các lần phóng tàu Vostok 1K không ngăn cản việc phóng tàu Vostok phiên bản tự động: Vostok 3KA. Đây cũng là thiết kế tàu vũ trụ mà sẽ thực hiện chuyến bay vũ trụ có người lái. Việc thực hiện sứ mệnh có người lái phụ thuộc vào sự thành công của hai vụ phóng tàu Vostok 3KA này. Không giống như tàu Vostok 1K, hai tàu vũ trụ Vostok 3KA chỉ thực hiện một vòng quỹ đạo, giống hệt như kế hoạch bay dự kiến của tàu có người lái.
Chuyến bay đầu tiên của Vostok 3KA (Korabl-Sputnik 4), được thực hiện ngày 9/3/1961. Tàu vũ trụ đưa chú chó Chernushka lên quỹ đạo, cùng với đó, nó mang theo một hình nộm được mặc bộ đồ không gian SK-1. Chú chó được đặt trong một khoang điều áp nhỏ cùng với 80 con chuột, một vài con chuột lang và các mẫu vật sinh học khác. Sau một chu ky quỹ đạo, module tàu vũ trụ hồi quyển thành công, và ma nơ canh cùng với ghế thoát hiểm được phóng thành công, chú chó Chernushka và các mẫu vật sinh học còn lại hạ cánh an toàn trong một module bằng dù hãm. Chuyến bay kéo dài 106 phút, và chú chó vẫn còn sống sau khi hạ cánh. Nhiệm vụ đã hoàn thành.
Ngày 23 tháng 3, ngay trước khi thực hiện sứ mệnh tiếp theo, một vụ tai nạn đã xảy ra trong quá trình luyện tập, dẫn đến cái chết của phi hành gia Valentin Bondarenko. Bondarenko đã bị bỏng do xảy ra cháy trong buồng luyện tập giàu Oxy và qua đời 8 giờ sau đó tại bệnh viện. Bondarenko là phi hành gia đầu tiên chết trong luyện tập. Người ta không chắc chắn rằng các phi hành gia sau đó được thông báo về cái chết của Bondarenko; sự việc được giữ kín với truyền thông cho đến năm 1986.
Chuyến bay vào vũ trụ không người lái tiếp theo, Korabl-Sputnik 5, diễn ra vào ngày 25/3, hai ngày sau khi Bondarenko qua đời. Giống như các chuyến bay Vostok 3KA trước đó, tàu vũ trụ chỉ bay một vòng quanh quỹ đạo, mang theo một ma nơ canh và chú chó Zvezdochka ("Starlet", hay "Little star"). Sứ mệnh này cũng diễn ra thành công, đây là bước cuối cùng trước khi diễn ra chuyến bay có người lái. Mô-đun hồi quyển của tàu vũ trụ Korabl-Sputnik 5, còn được gọi là Vostok 3KA-2, được bán đấu giá tại Sotheby's vào ngày 12 tháng 4 năm 2011, nhân kỷ niệm 50 năm chuyến bay vũ trụ đầu tiên của con người. Evgeny Yurchenko, một chủ ngân hàng đầu tư người Nga, đã chiến thắng đấu giá với mức giá 2.882.500 USD.

### Sứ mệnh có người lái
| Sứ mệnh  | Phóng tàu           | Thời gian sứ mệnh     | Hạ cánh             | Phi hành đoàn        | Ghi chú                                                         |
| -------- | ------------------- | --------------------- | ------------------- | -------------------- | --------------------------------------------------------------- |
| Vostok 1 | 12/4/1961           | 1 giờ 48 phút         | 12/4/1961           | Yuri Gagarin         | Người đầu tiên bay vào vũ trụ.                                  |
| Vostok 2 | 6/81961             | 1 ngày 1 giờ 18 phút  | 7/8/1961            | Gherman Titov        | Lần đầu thực hiện chuyến bay có người lái kéo dài hơn một ngày. |
| Vostok 3 | 11/8/1962           | 3 ngày 22 giờ 22 phút | 15/81962            | Andriyan Nikolayev   | Lần đầu thực hiện bay mô phỏng của hai tàu vũ trụ có người lái. |
| Vostok 4 | 12 tháng 8 năm 1962 | 2 ngày 22 giờ 56 phút | 15 tháng 8 năm 1962 | Pavel Popovich       | Lần đầu thực hiện bay mô phỏng của hai tàu vũ trụ có người lái. |
| Vostok 5 | 14 tháng 6 năm 1963 | 4 ngày 23 giờ 7 phút  | 19 tháng 6 năm 1963 | Valery Bykovsky      | Chuyến bay trên quỹ đạo dài nhất.                               |
| Vostok 6 | 16 tháng 6 năm 1963 | 2 ngày 22 giờ 50 phút | 19 tháng 6 năm 1963 | Valentina Tereshkova | Người phụ nữ đầu tiên bay vào vũ trụ.                           |

### Các sứ mệnh bị hủy bỏ
Ngoài các sứ mệnh Vostok đã kể đến ở trên, còn có 8 sứ mệnh Vostok khác dự kiến diễn ra cho đến năm 1966, nhưng đã bị hủy bỏ. Các tàu vũ trụ sau đó đã được sửa đổi để sử dụng trong chương trình vũ trụ Voskhod.